# 2025年世界击剑锦标赛
2025年世界击剑锦标赛于2025年7月22日至30日在格鲁吉亚第比利斯举行。第比利斯于2023年11月25日进行的国际击剑联合会全会上取得该届比赛主办权。这是格鲁吉亚历史上首次主办世界击剑锦标赛。
2025年5月，国际击剑联合会在先前允许俄罗斯和白俄罗斯籍运动员以个人中立运动员名义参赛的前提下，进一步允许中立运动员参加团体项目，此前两国因共同入侵乌克兰而遭制裁。锦标赛开赛前，国际击剑联合会又放宽了参赛标准，不再限制与俄罗斯军方有联系的运动员参加此次比赛。比赛进行期间，部分民众聚集在场馆外进行示威活动，抗议俄罗斯运动员的参赛。

## 赛程
将举行十二个项目的比赛。
| 日期    | 项目               |
| ------- | ------------------ |
| 7月22日 | 女子重剑资格赛     |
| 7月22日 | 男子花剑资格赛     |
| 7月23日 | 女子重剑           |
| 7月23日 | 男子花剑           |
| 7月24日 | 女子花剑资格赛     |
| 7月24日 | 男子佩剑资格赛     |
| 7月25日 | 女子重剑团体资格赛 |
| 7月25日 | 男子花剑团体资格赛 |
| 7月25日 | 女子花剑           |
| 7月25日 | 男子佩剑           |
| 7月26日 | 男子重剑资格赛     |
| 7月26日 | 女子佩剑资格赛     |
| 7月26日 | 女子重剑团体       |
| 7月26日 | 男子花剑团体       |
| 7月27日 | 女子花剑团体资格赛 |
| 7月27日 | 男子佩剑团体资格赛 |
| 7月27日 | 女子佩剑           |
| 7月27日 | 男子重剑           |
| 7月28日 | 女子花剑团体       |
| 7月28日 | 男子佩剑团体       |
| 7月29日 | 男子重剑团体资格赛 |
| 7月29日 | 女子佩剑团体资格赛 |
| 7月30日 | 男子重剑团体       |
| 7月30日 | 女子佩剑团体       |

## 奖牌榜
*   主办国家/地区
| 排名                      | 国家 / 地区               | 金牌 | 銀牌 | 銅牌 | 总计 |
| ------------------------- | ------------------------- | ---- | ---- | ---- | ---- |
| 1                         | 法國                      | 2    | 3    | 1    | 6    |
| 2                         | 美国                      | 2    | 1    | 0    | 3    |
| 3                         | 義大利                    | 2    | 0    | 4    | 6    |
| 4                         | 日本                      | 2    | 0    | 1    | 3    |
| –                         | 个人中立运动员            | 1    | 2    | 0    | 3    |
| 5                         | 乌克兰                    | 1    | 0    | 2    | 3    |
| 6                         | *                         | 1    | 0    | 0    | 1    |
| 6                         | 中國香港                  | 1    | 0    | 0    | 1    |
| 8                         | 匈牙利                    | 0    | 3    | 3    | 6    |
| 9                         |                           | 0    | 1    | 2    | 3    |
| 10                        | 爱沙尼亚                  | 0    | 1    | 1    | 2    |
| 11                        | 波蘭                      | 0    | 1    | 0    | 1    |
| 12                        | 中國                      | 0    | 0    | 1    | 1    |
| 12                        | 埃及                      | 0    | 0    | 1    | 1    |
| 12                        |                           | 0    | 0    | 1    | 1    |
| 12                        | 羅馬尼亞                  | 0    | 0    | 1    | 1    |
| 总计（共15个国家 / 地区） | 总计（共15个国家 / 地区） | 12   | 12   | 18   | 42   |

## 奖牌得主

### 男子
| 项目     | 金牌                                                                          | 银牌                                                                                          | 铜牌                                                                                     |
| 个人重剑 | 加纳虹辉 · 日本（JPN）                                                        | 希克洛希·盖尔盖伊 · 匈牙利（HUN）                                                             | 山田优 · 日本（JPN）                                                                     |
| 个人重剑 | 加纳虹辉 · 日本（JPN）                                                        | 希克洛希·盖尔盖伊 · 匈牙利（HUN）                                                             | Nikita Koshman · 乌克兰（UKR）                                                           |
| 团体重剑 | 日本（JPN） · 浅海圣哉 · 加纳虹辉 · 古俣圣 · 山田优                           | 匈牙利（HUN） · 翁德拉什菲·蒂博尔 · Zsombor Keszthelyi · 科赫·马泰·陶马什 · 希克洛希·盖尔盖伊 | （KAZ） · 鲁斯兰·库尔班诺夫 · 埃米尔·阿利姆扎诺夫 · Kirill Prokhodov · 瓦季姆·沙尔莱莫夫 |
| 个人花剑 | 蔡俊彥 · 中國香港（HKG）                                                      | 基里尔·博罗达乔夫 · 个人中立运动员（AIN）                                                     | 塞迈什·盖尔格 · 匈牙利（HUN）                                                            |
| 个人花剑 | 蔡俊彥 · 中國香港（HKG）                                                      | 基里尔·博罗达乔夫 · 个人中立运动员（AIN）                                                     | 马克西姆·波蒂 · 法國（FRA）                                                              |
| 团体花剑 | 義大利（ITA） · 纪尧姆·比安基 · 阿莱西奥·福科尼 · 菲利波·馬奇 · 托马索·马里尼 | 美国（USA） · 尼克·伊特金 · Bryce Louie · 亚历山大·马西亚拉斯 · 格雷克·迈因哈特               | 匈牙利（HUN） · 多绍·丹尼尔 · Andor Mihályi · 塞迈什·盖尔格 · Gergely Tóth               |
| 个人佩剑 | 桑德罗·巴扎泽 · 格鲁吉亚（GEO）                                               | 让-菲利普·帕特里斯 · 法國（FRA）                                                              | Ahmed Hesham · 埃及（EGY）                                                               |
| 个人佩剑 | 桑德罗·巴扎泽 · 格鲁吉亚（GEO）                                               | 让-菲利普·帕特里斯 · 法國（FRA）                                                              | 卢卡·库拉托利 · 義大利（ITA）                                                            |
| 团体佩剑 | 義大利（ITA） · 卢卡·库拉托利 · 米凯莱·加洛 · Matteo Neri · 彼得罗·托雷       | 匈牙利（HUN） · 盖迈希·乔纳德 · Nikolász Iliász · 劳布·克里斯蒂安 · 西拉吉·阿龙               | 羅馬尼亞（ROU） · Vlad Covaliu · George Dragomir · Radu Nițu · Răzvan Ursachi            |

### 女子
| 项目     | 金牌                                                                                       | 银牌 | 铜牌                                                                              |
| 个人重剑 | 弗拉达·哈尔科娃 · 乌克兰（UKR）                                                            | 卡特麗娜·萊希斯 · 爱沙尼亚（EST）                                                                              | 伊琳娜·恩布里奇 · 爱沙尼亚（EST）                                                 |
| 个人重剑 | 弗拉达·哈尔科娃 · 乌克兰（UKR）                                                            | 卡特麗娜·萊希斯 · 爱沙尼亚（EST）                                                                              | 宋世罗 · 韩国（KOR）                                                              |
| 团体重剑 | 法國（FRA） · 玛丽-弗洛朗丝·康达萨米 · 亚历山德拉·路易-马里 · 洛朗·朗比 · Éloïse Vanryssel | 个人中立运动员（AIN） · Milen Bavuge Khabimana · Iana Bekmurzova · 艾扎娜特·穆尔塔扎耶娃 · Kristina Yasinskaya | （KOR） · Kim Hyang-eun · 李慧仁 · Lim Tae-hee · 宋世罗                           |
| 个人花剑 | 李·基弗 · 美国（USA）                                                                      | 波利娜·朗维埃 · 法國（FRA）                                                                                    | Anna Cristino · 義大利（ITA）                                                     |
| 个人花剑 | 李·基弗 · 美国（USA）                                                                      | 波利娜·朗维埃 · 法國（FRA）                                                                                    | 马丁娜·法瓦雷托 · 義大利（ITA）                                                   |
| 团体花剑 | 美国（USA） · Emily Jing · 李·基弗 · 刘佳玲 · 劳伦·斯克鲁格斯                              | 法國（FRA） · 阿妮塔·布拉兹 · 埃娃·拉舍雷 · Morgane Patru · 波利娜·朗维埃                                      | 義大利（ITA） · Anna Cristino · 阿里安娜·埃里戈 · 马丁娜·法瓦雷托 · 阿莉切·沃尔皮 |
| 个人佩剑 | 亞娜·葉戈良 · 个人中立运动员（AIN）                                                        | Zuzanna Cieślar · 波兰（POL）                                                                                  | 潘其妙 · 中国（CHN）                                                              |
| 个人佩剑 | 亞娜·葉戈良 · 个人中立运动员（AIN）                                                        | Zuzanna Cieślar · 波兰（POL）                                                                                  | 阿林娜·科马休克 · 乌克兰（UKR）                                                   |
| 团体佩剑 | 法國（FRA） · 萨拉·巴尔泽尔 · Faustine Clapier · 萨拉·努特沙 · Toscane Tori                | （KOR） · 崔世彬 · 全河英 · Kim Jeong-mi · 徐志演                                                              | 匈牙利（HUN） · 鲍陶伊·舒加尔·考廷考 · 考托瑙·雷娜塔 · 普斯陶伊·莉扎 · 叙奇·卢卡  |